# 南城市立大里中学校
南城市立大里中学校（なんじょうしりつ おおざとちゅうがっこう）は、沖縄県南城市大里字仲間にある公立中学校。
2006年1月1日の大里村と佐敷町、知念村、玉城村との合併による南城市の誕生で大里村立から南城市立になった。
1995年からふるさと伝統芸能まつりを実施しており、自分が住んでいる部落で昔からある伝統芸能を子供たちが夏休みの間に練習をして、毎年9月に発表をしている。

## 沿革
- 1948年（昭和23年）4月1日 - 大里村立大里中等学校として創立。
- 1949年（昭和24年）3月1日 - 現敷地に移転する。
- 1952年（昭和27年）4月1日 - 大里村立大里中学校と改称。
  - 4月 - 校門完成
- 1960年（昭和35年）3月15日 - 校歌制定
- 1968年（昭和43年）1月12日 - 新校舎完成、2階校舎2教室が完成
- 1972年（昭和47年）3月4日 - 創立20周年記念式典体育館落成祝賀会
  - 5月15日 - 本土復帰により大里村立大里中学校に校名変更
- 1976年（昭和51年）3月31日 - プール完成
- 1978年（昭和53年）5月23日 - 管理棟完成
  - 6月30日 - 大里中学校創立30周年記念式典
- 1998年（平成10年）2月28日 - 創立50周年記念式典
- 2006年（平成18年）1月1日 - 南城市立大里中学校と改称。
- 2008年（平成20年）12月7日 - 大里中学校創立60周年記念式典

## 著名な出身者
- 新垣結衣（女優）